# Wakacje Mikołajka
Wakacje Mikołajka (fr. Les vacances du Petit Nicolas) – czwarta część serii książek o Mikołajku, napisana przez René Goscinnego i zilustrowana przez Jean-Jacques'a Sempégo. 
Po raz pierwszy została wydana w Paryżu w 1962 roku. Polskie wydanie w 1980, w tłumaczeniu Barbary Grzegorzewskiej.

## Fabuła
Książka przedstawia opisy dwóch wakacji Mikołajka. Pierwsze odbywają się w domu wypoczynkowym Rybitwa, w Bretanii, a drugie na koloniach, które dla Mikołaja są pierwsze.